# Heliogravüre

Tänzerin mit Tambourin in Ägypten, Heliogravure von Jean-Léon Gérôme (1824–1904)

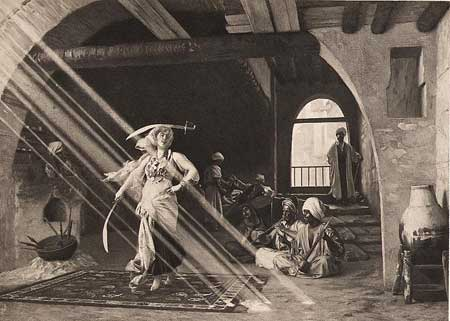
Schwerttanz in Ägypten, Heliogravure von Jean-Léon Gérôme (1824–1904)

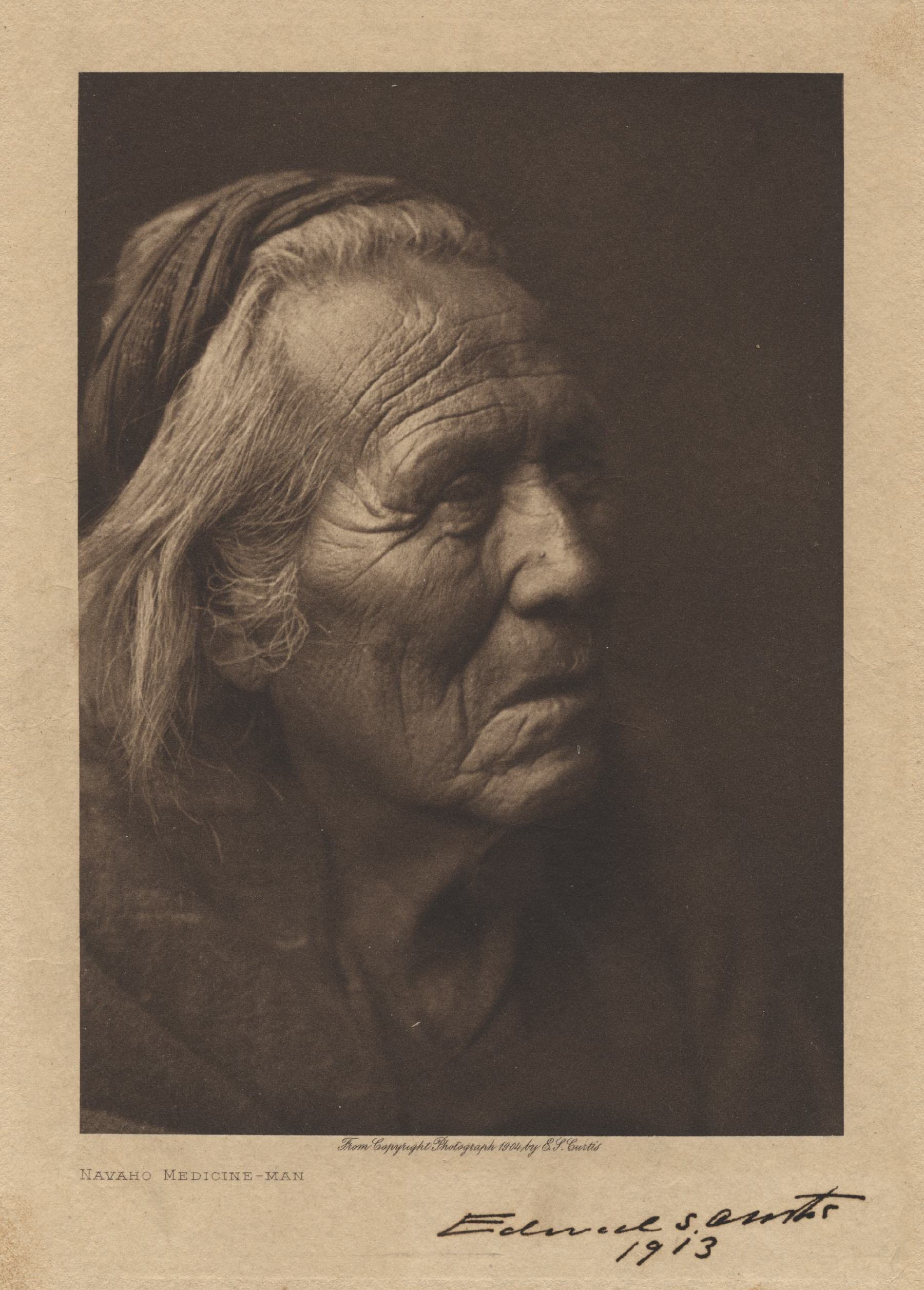
Navaho-Medizinmann, Photogravure von Edward Curtis 1904

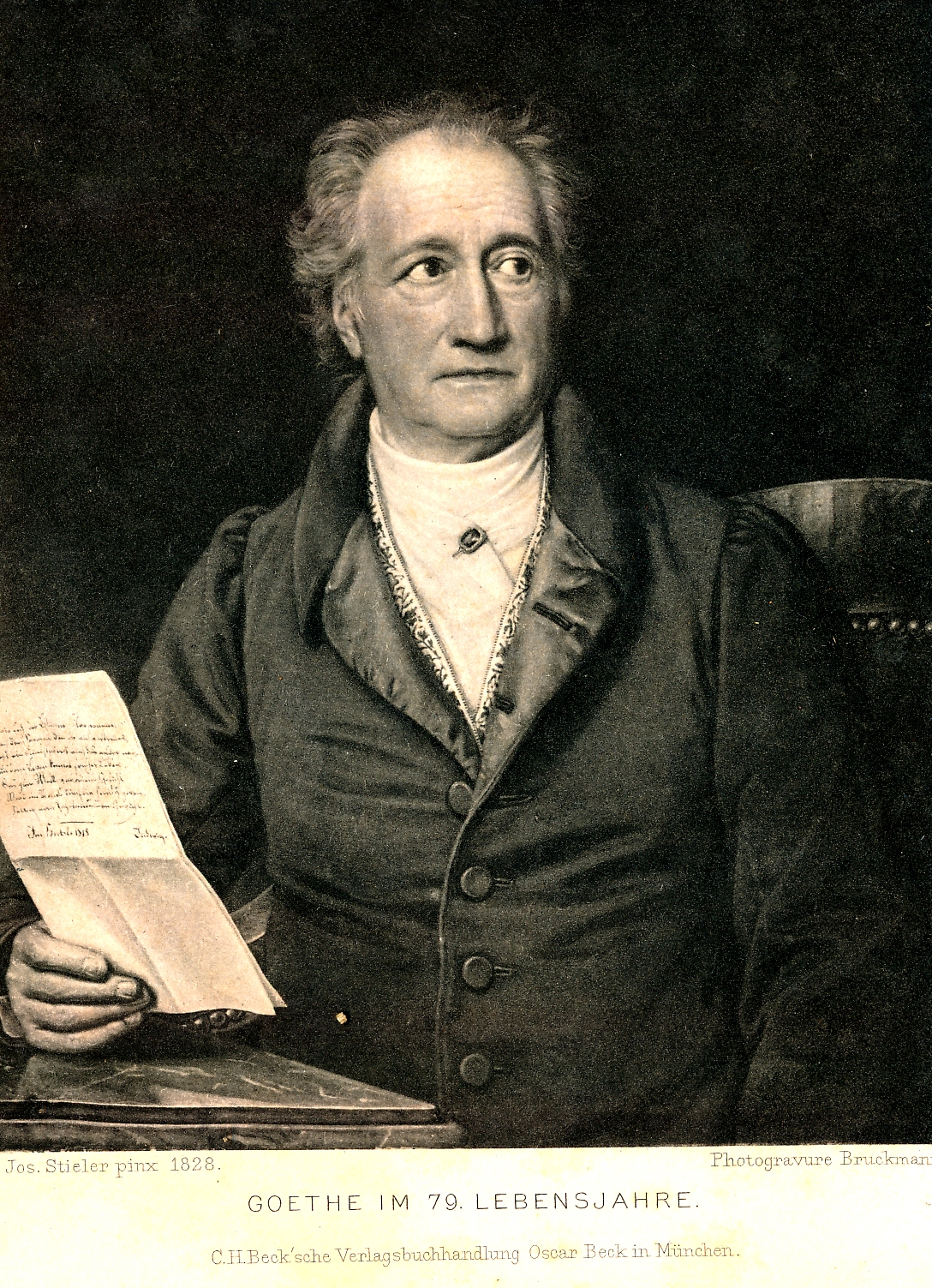
Photogravur: Goethe im 79. Lebensjahr (Titelbild zu Albert Bielschowsky: Goethe – Sein Leben und seine Werke, München 1904)

Als Heliogravüre (von griech. helios „Sonne“), auch Heliogravur, Fotogravüre, Fotogravure, Photogravur, Photogravüre, Klicotypie oder Sonnendruck genannt, bezeichnet man ein fotografisches Edeldruckverfahren. Die Heliogravüre ist die Vorläufertechnik des modernen Tiefdrucks, mit der Fotos und Illustrationen durch ein fotomechanisches Druckverfahren reproduziert werden können und mit dem sich echte Halbtöne darstellen lassen. Sie ist eine Weiterentwicklung des Aquatintaverfahrens. So wird die dafür erforderliche Druckplatte ähnlich wie jene für die Aquatintaradierung hergestellt.

## Geschichte
Die Heliogravüre wurde um 1878 von Karl Klietsch (= Karel Klíč) erheblich weiterentwickelt. Henry Fox Talbot lieferte mit der Photogravure die Vorarbeit.
„1884 erfand […] Johann Baptist Obernetter ein neues Verfahren der Photogravüre, das den Vorteil einer wirklichen Faksimilewiedergabe ohne Retusche gewährte.“

## Techniken der Heliogravüre
Man unterscheidet Direktkopie und Pigmentpapierkopie.

### Direktkopie
Eine Kupferplatte wird mit Kolophonium- oder Asphaltpulver eingestäubt und dieses durch Erhitzen als Raster aufgeschmolzen. Darüber wird eine Gelatineschicht aufgebracht. Diese wird durch Baden in einer Kalium- oder Ammoniumdichromatlösung sensibilisiert (lichtempfindlich gemacht).
Nach dem Belichten im Wege der Kontaktkopie durch ein Halbton-Diapositiv findet die Entwicklung in warmem Wasser statt. Die Chromgelatine härtet durch Belichtung aus, während die unbelichteten Teile auswaschbar bleiben. Dadurch entsteht ein Gelatinerelief. Je nach Reliefstärke kann die Säure die Gelatine durchdringen. Eine dünne Schicht erlaubt schnelles Durchdringen, wodurch das Kupfer längere Zeit geätzt wird und somit tiefere Rasternäpfchen erhält (= dunklerer Ton), bei einer dicken Schicht kann die Säure nicht oder erst verspätet zur Platte durchdringen, wodurch diese kaum bis gar nicht geätzt wird.
Beim Ätzen entstehen somit unterschiedlich tiefe Vertiefungen, die nach dem Abwaschen der Gelatineschicht entsprechend dem Gelatinerelief unterschiedlich viel Farbe aufnehmen können und differenzierte Halbtonwiedergaben erlauben.

### Pigmentpapierkopie
Bei der Pigmentpapierkopie werden die Vorlagen dazu als originalgroßes Diapositiv im Kontaktverfahren auf ein lichtempfindliches, mit Kalium- oder Ammoniumdichromat behandeltes Chromgelatinepapier, das sogenannte Pigmentpapier, belichtet.
Das Papier wird nach der Belichtung wenige Minuten in kaltem Wasser aufgeweicht und auf eine Kupfer- oder Stahlplatte, die im Aquatintaverfahren vorbereitet wurde, aufgepresst (abgeklatscht).
Zum Entwickeln werden das Papier sowie die unbelichteten Partien der Gelatineschicht in warmem Wasser abgelöst und weggespült. Es bleibt ein zartes Gelatinerelief auf der Platte zurück. Der Künstler kann die daran anschließende Ätzung im Eisenchloridbad kontrollieren und manipulieren. Oft wird im Mehrbadverfahren mit mehreren verschieden konzentrierten Eisen(III)-chloridlösungen geätzt, weil das FeCl3 je nach Konzentration die Gelatineschicht unterschiedlich gerbt und in verschiedenen Geschwindigkeiten auf die zu ätzende Kupferplatte hindurchdiffundiert. Durch die so gesteuerten unterschiedlichen Ätzzeiten und die Aufrasterung durch das Aquatintakorn kann die Platte Halbtöne drucken.

## Verwendung
Heute ist die Heliogravüre im industriellen Druck nicht mehr gebräuchlich, lebt aber im künstlerischen Tiefdruck weiter. Sie wird jedoch im handwerklichen Sinne zur Erhaltung alter Graphik durch Nachdrucke
eingesetzt.

## Gefahrenhinweis
Ammoniumdichromat und Kaliumdichromat sind giftige und Krebs erzeugende Chemikalien.